# Попешти (Хунедоара)
Попешти (рум. Popești) насеље је у Румунији у округу Хунедоара у општини Каржици. Oпштина се налази на надморској висини од 295 m.

## Становништво
Према подацима из 2002. године у насељу је живело 168 становника, од којих су сви румунске националности.